# 2023年COVID-19起源法
2023年COVID-19起源法案，或稱COVID-19起源法案，是一项美國的国会法案，這項法案要求国家情报总监解密有关中国科学院武汉病毒研究所以及該機構與2019冠状病毒病起源可能有關的信息。
法案在美國時間2023年3月20日通過並生效，法案規定，在法案生效90天內，美國國家情報總監需要把有關2019冠状病毒病起源的信息，包括其病毒SARS-CoV-2與中国科学院武汉病毒研究所的關聯。

## 報告解密
美國國家情報總監辦公室於2023年6月23日對相關資訊進行了解密，並提交了相關的報告，比法定的90日限期遲了五天。解密報告指，無法確定SARS-CoV-2病毒是否跟實驗室有關，也沒有證據表明中國科學院武漢病毒研究所對SARS-CoV-2相關的病毒進行了基因工程；換言之，SARS-CoV-2起源仍是個謎。